# Harth (Familienname)
Harth ist der Familienname folgender Personen:
- Alfred Harth (* 1949), genreüberschreitender Komponist, Musiker und Multimedia-Künstler
- Bruno Harth (1902–1942), bukowinadeutscher Lyriker
- Camillo Harth (1903–1984), Jurist und deutschsprachiger Schriftsteller, siehe Peter Duhr
- Dietrich Harth (* 1934), deutscher Literatur- und Kulturwissenschaftler
- Friedrich Harth (Flugzeugkonstrukteur) (1880–1936), deutscher Segelflugpionier
- Friedrich Harth (Politiker) (1889–1975), deutscher Tierarzt und hessischer Politiker (NSDAP)
- Harald Harth (* vor 1969), österreichischer Film-, Fernseh- und Theaterschauspieler
- Helene Harth (* 1940), deutsche Romanistin
- Jean Christoph Harth (1882–1956), deutscher Politiker (SPD) und Abgeordneter des Landtags des Volksstaates Hessen und des Hessischen Landtags
- Leon Harth (* 1988), armenischer Boxsportler
- Lorenz Harth (1913–2002), deutscher Politiker (NPD)
- Miguel Harth-Bedoya (* 1968), peruanischer Dirigent
- Peter Harth (* 1958), deutscher Fußballspieler
- Philipp Harth (1885–1968), deutscher Bildhauer
- Victor Harth (1917–2004), deutscher Internist, Naturheilkundler, Mitbegründer des BDI, Maler und Denkmalschützer
- Wolfgang Harth (1932–2017), deutscher Ingenieurwissenschaftler